# یون برلادانو
یون برلادانو (انگلیسی: Ion Bîrlădeanu؛ زادهٔ ۱ august ۱۹۵۸ (۶۶ سال)) ورزشکار اهل رومانی است.
وی در مسابقات کشوری و بین‌المللی در مجموع برندهٔ ۱ مدال طلا، ۵ مدال نقره، ۲ مدال برنز شده‌است.